# Pauline Sachse
Pauline Sachse (* 1980 in Hamburg) ist eine deutsche Bratschistin, Kammermusikerin und Professorin an der Hochschule für Musik und Theater „Felix Mendelssohn Bartholdy“ Leipzig.

## Leben
Pauline Sachse erhielt ab 1988 Geigenunterricht und begann das Bratschenspiel 1992. Ihr Studium absolvierte sie bei Tabea Zimmermann zunächst an der Hochschule für Musik und Darstellende Kunst Frankfurt am Main, seit 2002 an der Hochschule für Musik Hanns Eisler Berlin. 2003 studierte sie auch an der Yale University in den USA bei Jesse Livine und Peter Oundjian. Zu ihren Kammermusikpartnern gehören u. a. Isabelle Faust, Stella Doufexis, Lauma Skride, Harriet Krijgh, Janine Jansen und Tabea Zimmermann. Von 2010 bis 2014 war Sachse als Solo-Bratschistin beim Rundfunk-Sinfonieorchester Berlin engagiert. Pauline Sachse unterrichtete Bratsche an der Hochschule für Musik „Hanns Eisler“ Berlin, zuletzt als Gastprofessorin und folgte 2013 dem Ruf an die Hochschule für Musik Carl Maria von Weber in Dresden. 2019 übernahm sie die Professur für Viola an der Musikhochschule Lübeck (Nachfolge von Barbara Westphal). Seit Oktober 2023 unterrichtet sie als Professorin an der Hochschule für Musik und Theater in Leipzig.
Pauline Sachse tritt regelmäßig bei Festivals auf, wie z. B. bei den Salzburger Festspielen, dem Moritzburg Festival, den Schwetzinger SWR Festspielen, dem Rheingau Musik Festival, der Schubertiade Vorarlberg, dem Festival „Spannungen“ in Heimbach und den Festspielen Mecklenburg-Vorpommern. Sie konzertiert weltweit und spielte in Musikzentren wie der Wigmore Hall, dem Wiener Konzerthaus und der Berliner Philharmonie. Pauline Sachse spielt eine Viola von Giovanni Paolo Maggini (Brescia) aus dem Jahre 1610 sowie einen Neubau von Patrick Robin (2017 Angers).

## Auszeichnungen
- 1998: Hans-Sikorski-Gedächtnispreis der Deutschen Stiftung Musikleben[9]
- 2002: 1. Preis beim Lenzewski-Wettbewerb in Frankfurt am Main
- 2002: 2. Preis beim internationalen Joseph-Joachim-Kammermusikwettbewerb

## Diskographie
- Schwanengesang, Schubert und Schostakowitsch mit Lauma Skride – Label AVI[3]
- Märchenbilder, Viola Tales, Schumann und Hindemith mit Daniel Heide – Label ARS[10]
- Hamlet Echoes mit Stella Doufexis und Daniel Heide – Label AVI[3]
- Adolph Busch Chamber Music, Eisler Quartett und Wolfgang Meyer – Label AVI[3]
- Mozart & Weber & Bliss: Clarinet Quintets, Eisler Quartett und Wolfgang Meyer – Label AVI[3]
- Chamber Music, Weber, Saint-Saëns, Klughardt, Krein, Soloists of the Spannungen Festival – Label AVI[3]
- Brahms, Violin Concerto, Sextet no. 2, mit Isabelle Faust – Label Harmonia Mundi[3]
- Viola Galante mit Andreas Hecker – Label AVI[11]
- Elgar Quintett mit Carolin Widman, David McCarroll, Marie-Elisabeth Hecker und Martin Helmchen – Label Alpha[12]